# Hotazel
Hotazel este un oraș în Districtul Municipal John Taolo Gaetsewe în Provincia Northern Cape din Africa de Sud.
Orașul servește minele de mangan și este aflat la 147 km nord de Postmasburg și la 46 km nord-vest de Kuruman
. Numele orașului provine de la ferma pe teritoriul căreia a fost înființat și este un joc de cuvinte în engleză din expresia ‘hot as hell’ (cald ca în Iad), cu referire la vremea din momentul în care ferma a fost recenzată.